# 주부진
주부진(1946년 8월 15일 ~ )은 대한민국의 배우이다.

## 출연 작품

### 드라마
- 1997년 KBS2 《신세대 보고 - 어른들은 몰라요》
- 2001년 MBC 《상도》
- 2004년 MBC 《불새》 - 미란이네 도우미 아줌마 역
- 2004년~2005년 MBC 《왕꽃 선녀님》 - 김무빈네 이웃주민 역
- 2004년 SBS 《남자가 사랑할 때》
- 2009년 MBC 《지붕뚫고 하이킥!》 - 순재네 집 前 가정부 역
- 2011년 KBS2 《강력반》 - 한순정의 전 이웃주민 역
- 2012년 tvN 《제3병원》 - 환자 역
- 2012년 SBS 《드라마의 제왕》 - 구희재의 할머니 역
- 2012년 KBS2 《전우치》 - 폐주의 궁녀 역
- 2013년 MBC 《메디컬 탑팀》 - 파란병원 입원환자 역
- 2014년 JTBC 《12년만의 재회: 달래 된, 장국》 - 팔에 깁스한 환자 역
- 2014년 MBC 《왔다! 장보리》 - 한복을 빌려달라는 여자 역
- 2014년 SBS 《엔젤 아이즈》 - 테디 서의 할머니 역
- 2014년 SBS 《너희들은 포위됐다》 - 이현구에 대해 알려주는 할머니 역
- 2014년 tvN 《꽃할배 수사대》 - 학동마을 주민 역
- 2014년 KBS2 《트로트의 연인》 - 할머니 역
- 2014년~2015년 MBC 《전설의 마녀》 - 조문객 역
- 2015년 OCN 《실종느와르 M》 - 마을주민 역
- 2016년 SBS 《그래, 그런거야》
- 2016년 MBC 《가화만사성》
- 2016년 tvN 《싸우자 귀신아》 - 민박집 할머니 역
- 2016년 JTBC 《판타스틱》
- 2016년 tvN 《쓸쓸하고 찬란하神 - 도깨비》
- 2017년 OCN 《듀얼》 - 장득천네 집주인 할머니 역 (목소리 출연)
- 2017년 MBC 《병원선》 - 병원선 환자 역
- 2019년 KBS2 《퍼퓸》
- 2020년 tvN 《구미호뎐》
- 2023년 JTBC 《대행사》
- 2023년 KBS2 《비밀의 여자》
- 2024년 Disney+ 《강력하진 않지만 매력적인 강력반》 - 국밥집 할머니 역

### 영화
- 2023년 《소년들》 - 권창호의 할머니 역

### 예능
- 2022년 3월 31일 MBN 특종세상 데뷔 50년차 배우 주부진 편